# Elementarinformatik
Elementarinformatik bezeichnet, in Anlehnung an die Elementarpädagogik, ein Forschungs- und Lehrgebiet, das sich mit der Vermittlung von grundlegenden Informatikkonzepten im Kindergarten und in der Grundschule befasst. Dabei wird auf eine enge Verzahnung der Vermittlung von algorithmisch-logischen Konzepten (siehe Informatikunterricht) mit konkreten Anwendungen digitaler Medien (Medienpädagogik) wertgelegt. Der Begriff wurde im Jahr 2015 anlässlich der Gründung der Forschungsgruppe Elementarinformatik (FELI) eingeführt, die zunächst den Elementarbereich im Fokus hatte.

## Ziele
Zentrales Ziel der Elementarinformatik ist es, didaktische Herangehensweisen für eine motivierende Vermittlung grundlegender Informatikkonzepte im Elementar- und Primärbereich zu entwickeln, zu erproben und empirisch zu evaluieren. Wesentliches Anliegen ist, dass Kinder Informatikkonzepte in Beziehung zu Computermedien setzen können und dadurch angeregt werden, die Funktionsweise der "Blackbox" Computer zu
hinterfragen. Zudem sollen erste Vorstellungen über Themenbereiche der Informatik, die Arbeitsweise und das Berufsbild von Informatikerinnen und Informatikern entwickelt werden. Die Einführung elementarinformatischer Inhalte soll in bestehende Vorgaben und Lehrpläne integrierbar sein. Dadurch werden die Bildungspläne nicht zusätzlich erweitert und gleichzeitig können Kinder Informatik als Querschnittsdisziplin erfahren. Elementarinformatische Lehrinhalte sollen für mehr Bildungsgerechtigkeit sorgen. Zum einen erhalten Mädchen die Chance, früh eigene Neigungen und Begabungen im Bereich Informatik zu entdecken. Zum anderen kann Kindern aus bildungsfernen Schichten aufgezeigt werden, dass der Computer nicht nur Unterhaltungsmedium ist, sondern als Werkzeug zum kreativen Arbeiten genutzt werden kann.

## Konzept
Das didaktische und pädagogische Konzept der Elementarinformatik strukturiert sich -angeregt durch allgemeine Konzepte der Elementarpädagogik und Informatikdidaktik – in folgende Komponenten:
- Einführung eines Themas durch Aufzeigen von Alltagsbezügen aus der Lebenswelt der Kinder

Beispiel: Das Thema "Suchen in Listen" Suchalgorithmen kann dadurch motiviert werden, dass Kinder (ab Klassenstufe 2) berichten sollen, wie sie im Deutschheft oder Wörterbuch nachschauen, wie ein bestimmtes Wort geschrieben wird. Gemeinsam kann hier erarbeitet werden, dass ein Wort in einer alphabetischen Liste einfacher gefunden wird als in einer unsortierten.
- Begreifbar machen der zum Thema gehörenden algorithmisch-logischen Konzepte durch anschauliches, an Montessori angelehntes Material

Beispiel: Als Vorübung zum Sortieren von Listen (Sortieralgorithmen) kann das schwerste einer Menge von (z. B. 8) Fotodöschen, die mit Reis gefüllt sind, mittels einer Balkenwaage ermittelt werden, indem das jeweils leichtere Döschen von der Balkenwaage genommen und durch ein noch nicht geprüftes ersetzt wird.
- Unterstützung des Aufbaus allgemeiner Konzepte durch die Nutzung variantenreichen Materials

Beispiel: Das Konzept "Pixel" kann durch verschiedene Setz- und Steckspiele (quadratische Legosteine) sowie Kästchenausmalbilder veranschaulicht werden.

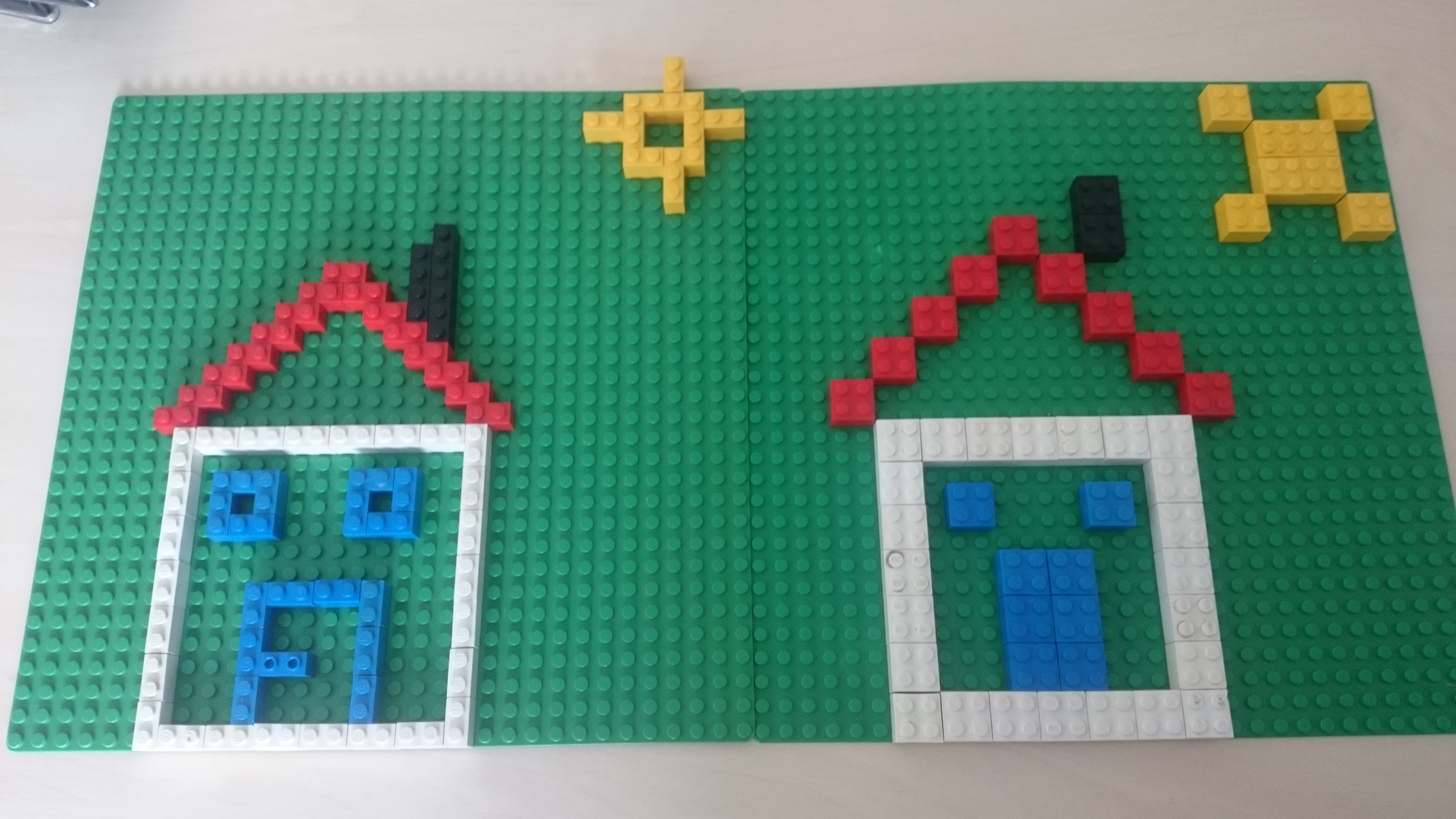
Pixelhaus aus Legosteinen

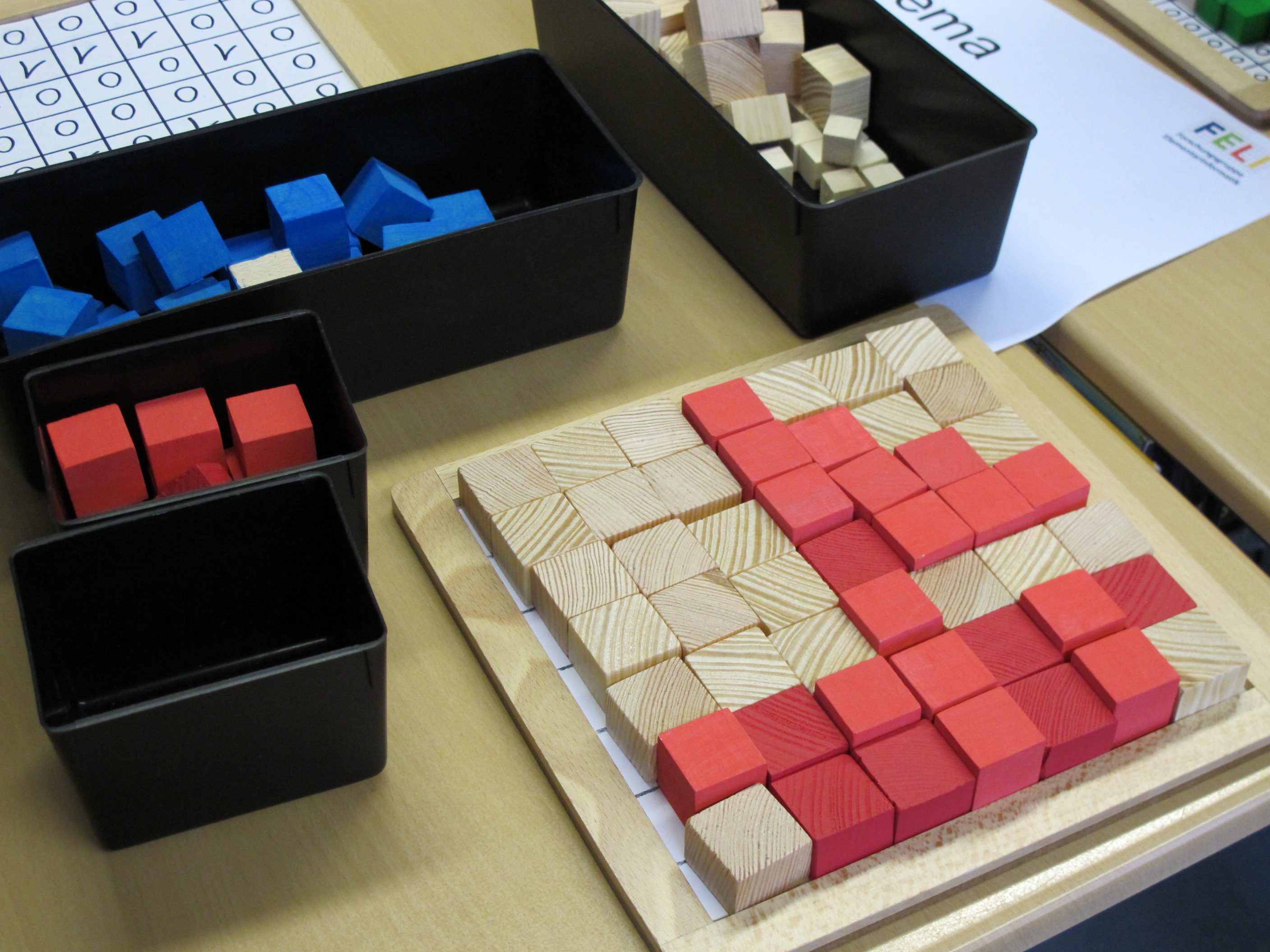
Pixel-Setzspiel mit Holzwürfeln

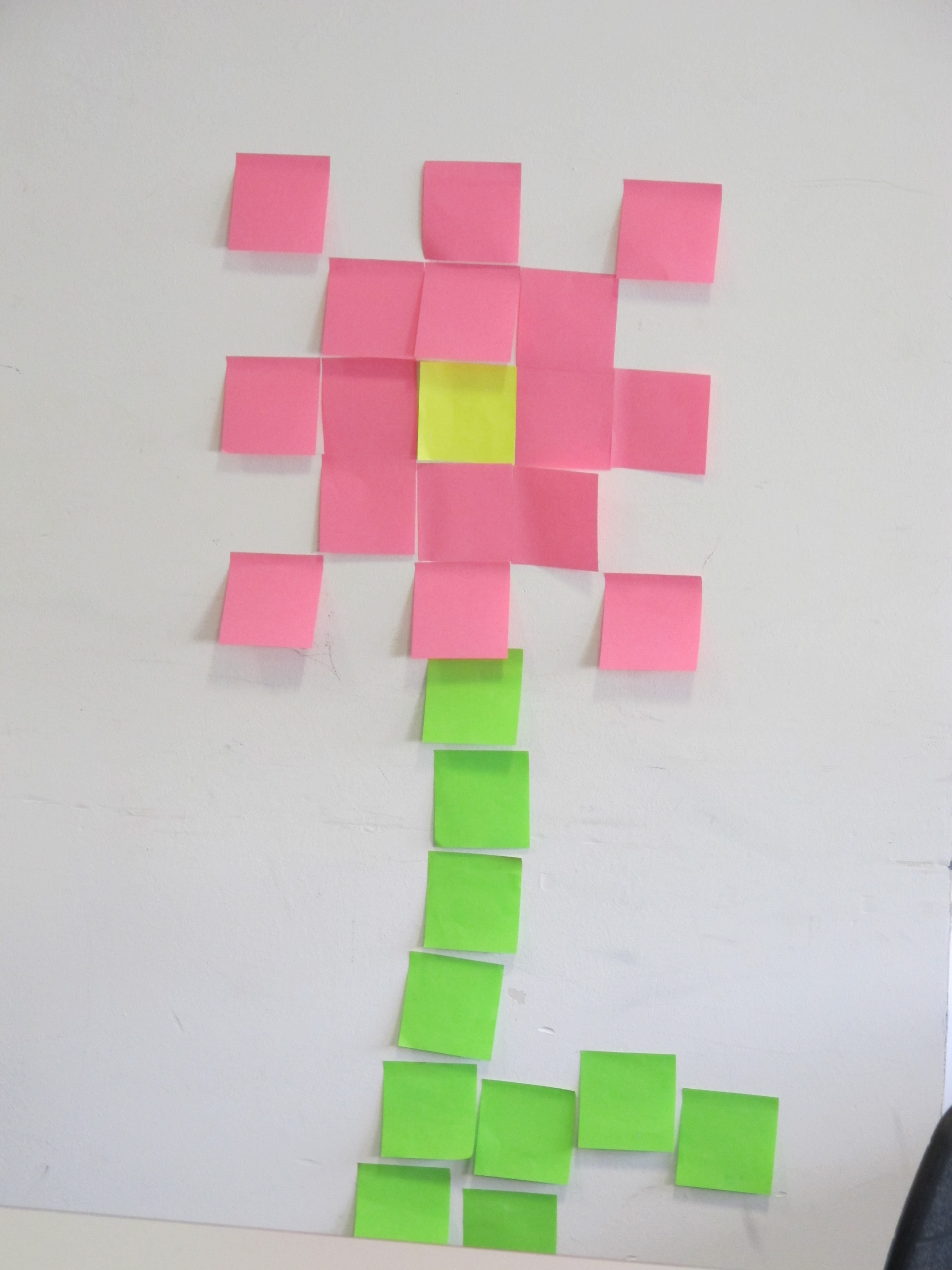
Pixel-Kunstwerke mit Klebezetteln

- Anregung zum Stellen von "Wie funktioniert das?" Fragen beim Umgang mit digitalen Medien durch Aufzeigen der eingeführten Konzepte

Beispiel: Beim Malen mit dem Programm Tux Paint können Kinder angeregt werden, das Konzept Pixel als Grundlage der Repräsentation des von ihnen gemalten Bildes am Computer zu verstehen.
- Vermittlung von Medienkompetenz als Fähigkeit, über reines Handlungswissen hinaus transferierbares Wissen im Umgang mit Software zu erwerben

Beispiel: Hat das Kind beim Umgang mit einer Software gelernt, dass es seine Arbeit in einer Datei abspeichern muss, um das Erarbeitete wieder nutzen zu können, so sollte es in der Lage sein, wenn es bspw. zum ersten Mal ein Textverarbeitungsprogramm benutzt, zu erschließen, dass auch hier die Option "Speichern" vorhanden sein sollte. Dadurch werden keine Handlungsanweisungen auswendig gelernt, sondern konzeptuelles Wissen über die grundlegenden Prinzipien von Software erworben.
- Konzeption aller Themen im Sinne eines Spiralcurriculums

Beispiel: Das Konzept eines Algorithmus kann für Vorschulkinder über das Sortieren einfacher Handlungen (z. B. vom Aufstehen bis zum Kindergarten) erarbeitet werden; in der zweiten Klasse dann bei Suchalgorithmen wiederaufgegriffen und erweitert werden; in der dritten Klasse bei der Einführung eines Algorithmus zur schriftlichen Subtraktion nochmalig erweitert werden, um dann in der Sekundarstufe 1 durch eine systematische Einführung verschiedener Sortieralgorithmen und deren Aufwandsbetrachtung formalisiert und vertieft zu werden.
- Einführung bzw. Konkretisierung einer mentalen Vorstellung des Berufsbildes Informatik um diesen Beruf in den Raum möglicher Optionen aufzunehmen.

Beispiel: Bei einem eingeführten Konzept wird explizit darauf hingewiesen, dass dieses von Informatikern erdacht wurde; bei der Nutzung von Software wird explizit darauf hingewiesen, dass diese von einem Team aus Informatikerinnen und Informatikern programmiert wurde.

## Experimentierkiste Informatik

### Vorarbeiten

#### I4Kids
Ausgangspunkt für die Entwicklung der Experimentierkiste waren Workshops, die ab 2008 gemeinsam mit pädagogischen Fachkräften eines Kindergartens konzipiert und durchgeführt wurden.
Erste Materialien adressierten die Erschließung der Themen analoge und digitale Repräsentation, insbesondere das Konzept Pixel mit verschiedenen anschaulichen Materialien.

### Aufbau
Das Konzept der Elementarinformatik wird in der Experimentierkiste Informatik umgesetzt. Derzeit existieren für 6 Themengebiete Lerneinheiten. Der Aufbau der einzelnen Lerneinheiten ist immer ähnlich gestaltet. Jeder Themenbereich beginnt mit einer Fragestellung, die in dem Kapitel beantwortet werden soll (z. B. beim Thema Pixel: "Wie stellt ein Computer Bilder dar?"). Im Anschluss daran werden benötigte Materialien, die zu erreichenden Lernziele und Hintergrundwissen für die Pädagogen vorgestellt. Abschließend erfolgt eine detaillierte Beschreibung der Durchführung und des eingesetzten Experimentiermaterials.

#### Berufsbild Informatiker/Informatikerin
In dieser Einheit soll ein realistisches, nicht stereotypes Bild des Berufsbildes eines Informatikers / einer Informatikerin vermittelt werden. Durch den Vergleich der beiden akademischen Berufe "Informatiker/Informatikerin" und "Arzt/Ärztin" wird zugleich abgefragt, welche mentalen Modelle den Kindern über beide Konzepte bereits vorliegen. Vertiefend kann die geschichtliche Entwicklung hin zum heutigen Verständnis des Berufsbildes mithilfe von Bildern nachvollzogen werden.

#### Pixel
Zum Einstieg in das Thema "Pixel" werden ausgedruckte und mit Buntstiften gemalte Bilder verglichen. Durch die Diskussion der Unterschiede und Gemeinsamkeiten wird zum Konzept des Pixels übergeleitet. Die kindgerechte Vermittlung gelingt durch die Veranschaulichung durch Materialien aus der Lebenswelt der Kinder (z. B. Lego).

#### Analoge & digitale Repräsentationen
Aufbauend auf das Thema Pixel wird in dieser Lerneinheit der Unterschied zwischen analogen und digitalen Repräsentationen vermittelt. Zur Veranschaulichung beider Konzepte wird sich der analogen und digitalen Fotografie bedient.

#### Computer
In dieser Lerneinheit werden die einzelnen Komponenten eines Computers ausführlich besprochen. Neben dem Kennenlernen der Bezeichnungen und Aufgaben der einzelnen Bestandteile haben die Kinder hier die Möglichkeit, einzelne Komponenten in Desktop-Rechner und Laptop anzufassen, zu vergleichen und zuzuordnen.

#### Algorithmus
Ansetzend an den Alltagserfahrungen der Kinder im Durchlaufen oder Abarbeitungen einzelner Handlungsschritte (z. B. beim Befolgen eines Backrezeptes) wird das Konzept des Algorithmus eingeführt.

#### Suchen & Sortieren
Um den Themenbereich Algorithmus zu vertiefen, werden in dieser Lerneinheit Sortieralgorithmen vorgestellt, die durch verschiedene Experimentiermaterialien den Kindern anwendbar gemacht werden. Durch die Suche in sortierten und unsortierten Listen wird den Kindern vermittelt, dass die Suche durch die Sortierung vereinfacht und mit weniger Aufwand durchgeführt werden kann.

### Einbindung in Lehrpläne (Bildungs- und Erziehungsplan)
Für Kindertageseinrichtungen bis zur Grundschule ist der Bayerische Bildungs- und Erziehungsplan bzw. der Lehrplan für die Grundschule maßgeblich. Mit den Materialien der Experimentierkiste Informatik werden neben themenbezogenen Bildungsbereichen auch Basiskompetenzen sowie themenübergreifende Bildungsperspektiven gefördert. Die entwickelten, altersgemäß differenzierten Materialien sprechen aus dem Bayerischen Bildungs- und Erziehungsplan die themenbezogenen Bildungs- und Erziehungsbereiche „Mathematik, Informationstechnik, Medien“, fördern soziale, kognitive und lernmethodische Kompetenzen und tragen zu einer geschlechtersensiblen Erziehung bei. In Bezug auf den Lehrplan Plus für die bayerischen Grundschulen decken unsere Module die Lernbereiche „Technik und Kultur“ (HSU) sowie „visuelle Medien“ (Kunsterziehung) ab und lassen sich optimal in die Lernbereiche „Raum und Form“, „Größen und Messen“ oder „Sprachgebrauch und Sprache untersuchen und reflektieren“ der Fachprofile Mathematik bzw. Deutsch integrieren.
Neben der Förderung von Medienkompetenz und einer altersgerechten Vermittlung von informatischen Konzepten werden soziale, kommunikative, kognitive und lernmethodische Kompetenzen bei Vor- und Grundschulkindern gefördert. Als Beitrag zur geschlechtersensiblen Erziehung wird Wert darauf gelegt, den Kindern aufzuzeigen, dass auch Frauen in der Informatik tätig sind, da das Berufsfeld Informatik bislang noch sehr stark mit Männern verknüpft ist.

## Fort- und Weiterbildung
Die Einbindung informatik-didaktischer Inhalte in die Pädagogik stellt auch heutzutage noch eine Herausforderung dar. Für pädagogische Fachkräfte und Lehrkräfte werden Fortbildungsveranstaltungen zur Experimentierkiste Informatik angeboten. Diese sind aufgrund ihres spielerischen Einstiegs besonders für Personen ohne Informatikkenntnisse geeignet. Das Konzept wurde inzwischen bei verschiedenen Einrichtungen und Veranstaltungen vorgestellt. So wurde es beispielsweise für den bayernweiten Medienbildungstag 2016 in Bamberg als Workshop für die Lehrerbildung angeboten. Mit einem Einführungsvortrag und viel handlungspraktischen Gestaltungsspielräumen dürfen Workshopteilnehmer das Material ausprobieren. Weitere Praxiseinsätze erfolgten über die Projekttage an der Fachakademie für Sozialpädagogik in Bamberg. Hier hatten die Studierenden die Möglichkeit, das Material kennenzulernen und durch eigene kreative Ideen zu ergänzen. Weitere Schulungen von Lehrkräften finden in Bamberg und Hamburg statt. Die Schulungen gründen auf dem Konzept der Experimentierkiste Informatik und orientieren sich an dem Handbuch. Das Handbuch ist so konzipiert, dass eine Durcharbeitung der einzelnen Themenbereiche zur praktischen Durchführung der Experimentierkiste Informatik im Unterricht gelingt. Das Handbuch liegt der Experimentierkiste bei und wird mit dieser verliehen. Ebenso wie der ergänzende eLearning-Kurs (eLEx-Informatik), der zu einem schnellen Einstieg führt und einen Überblick über die Themen vermittelt. Zudem werden mit dem eLearning-Kurs weitere Ziele verfolgt, wie der Abbau von Ängste und das Erzeugen von Synergien zwischen informatischer Bildung und Medienbildung. Somit wird auch weniger medienaffinen Personen der Umgang mit digitalen Lehr- und Lernmaterialien anhand der DVD erleichtert. Ein Ausbau mit einem erweiterten Blended-Learning-Konzept und kollaborativen Ergänzungsangeboten ist in Planung.

## Empirische Befunde

### Kinder
Verschiedene Forschungsarbeiten befassen sich mit der Frage, ab welchem Alter und auf welche Weise die Vermittlung informatischer Bildung im Elementar- und Primarbereich erfolgen kann. Manche Ansätze trennen die Vermittlung grundlegender Informatikkonzepte von der Nutzung digitaler Medien. Andere stellen die Beziehungen zwischen den zu vermittelnden Konzepten und ihren Funktionsweisen in den Vordergrund.

#### Informatik in der Elementarbildung
Bei der Durchführung von Workshops im Rahmen von I4Kids und der praktischen Erprobung der Experimentierkiste Informatik erwies sich die explizite Anwendung der erlernten informatischen Konzepte an Computer und Tablets als motivationsverstärkend und Lernerfolg begünstigend. Die gewählten Themen (Pixel, Analoge und Digitale Repräsentation, Computer, Algorithmus, Suchen und Sortieren) motivierten Kinder alters- und geschlechtsunabhängig, sich computerbezogenes Handlungswissen anzueignen. Sie bauen dabei vereinfachte, aber angemessene mentale Modelle zur Funktionsweise digitaler Medien auf. Studien von Schwill bestätigen, dass bereits Kinder im Vorschulbereich informatische Konzepte verstehen und umsetzen können.

#### Informatik in der Grundschule
Borowski et al. präsentieren für den Grundschulbereich einen theoretischen Rahmen zur intuitiven und fachlich korrekten Konzepterschließung zentraler informatischer Themen, deren Schwerpunkt auf der Vermittlung von Hardware-Architekturkonzepten von Computern liegt. Zudem finden sich bei Borowski auch weitere informatische Unterrichtsmodelle zur Funktionsweise von Websites und zur Roboterprogrammierung mit Lego NXT für die Grundschule. Bei Romeike et al. werden spezielle Robotik-Kits zum eigenständigen Arbeiten mit Bauelementen, Sensoren und dem Erstellen einfacher Programme untersucht. Ähnliche Themen, wie Binärzahlen, Text- und Bilddarstellung im Computer, Fehlererkennung und seine Funktionsweisen behandeln Bergner et al. in der „Zauberschule Informatik“. Die Ideen hierfür wurden durch Bell et al. Computer Science Unplugged inspiriert. Eine andere Herangehensweise zeigt Ulrike Lucke, die Grundschulkinder anregt, sich mit Computerbestandteilen in einem selbst gestalteten Computer-Freundebuch auseinanderzusetzen. Bei Gallenbacher et al. werden Kinder durch eine Schatzsuche an die Arbeit mit Codierungen (Repräsentation von Bildern, Binärsystem, binäre Suchen) herangeführt. Weigends Untersuchung zeigt die Entwicklung algorithmischer Kompetenzen bei Kindern und Geldreich et al. erweitert diesen Forschungsansatz, um Kindern Programmierkonzepte mit Hilfe der Programmiersprache „Scratch“ nahezubringen. Die Fähigkeit zum Algorithmisieren von Problemlösungen belegen Wendlandt et al. als Schlüsselkompetenz für das Programmieren.

### Fachkräfte
Die praktische Erprobung der Experimentierkiste Informatik hat gezeigt, dass pädagogische Fach- und Lehrkräfte sich der Einbindung informatischen Themen im Unterricht gegenüber aufgeschlossen zeigen, vielfach aber unsicher und zurückhaltend sind, wenn es um die Nutzung digitaler Medien und die eigenständige Durchführung elementarinformatischer Lerneinheiten geht. Handreichung und e-Learning-Kurs werden als sinnvolle Grundlage für die Unterrichtsvorbereitung begrüßt. Durch die aktive oder auch nur beobachtende Rolle bei der Unterrichtsdurchführung konnte Selbstsicherheit und Motivation der Lehrenden gesteigert werden, zukünftig informatische Themen in den Unterricht einzubinden.